# Uvaria
Uvaria este un gen de plante angiosperme din familia Annonaceae.

## Specii[1]
- Uvaria acuminata
- Uvaria afzelii
- Uvaria alba
- Uvaria albertisii
- Uvaria ambongensis
- Uvaria amplexicaulis
- Uvaria andamanica
- Uvaria angolensis
- Uvaria annickiae
- Uvaria anonoides
- Uvaria antsiranensis
- Uvaria argentea
- Uvaria aurita
- Uvaria bancana
- Uvaria bathiei
- Uvaria baumannii
- Uvaria beccarii
- Uvaria bipindensis
- Uvaria boniana
- Uvaria borneensis
- Uvaria brevistipitata
- Uvaria busgenii
- Uvaria cabindensis
- Uvaria cabrae
- Uvaria caffra
- Uvaria calamistrata
- Uvaria callicarpa
- Uvaria capuronii
- Uvaria cardiophylla
- Uvaria caroli-afzelii
- Uvaria celebica
- Uvaria chamae
- Uvaria chariensis
- Uvaria cherrevensis
- Uvaria chinensis
- Uvaria cinerascens
- Uvaria clavata
- Uvaria clementis
- Uvaria combretifolia
- Uvaria commersoniana
- Uvaria comperei
- Uvaria concava
- Uvaria cordifolia
- Uvaria cornuana
- Uvaria cuanzensis
- Uvaria cuneifolia
- Uvaria curtisii
- Uvaria curvistipitata
- Uvaria cyrtopoda
- Uvaria dac
- Uvaria dacremontii
- Uvaria dasoclema
- Uvaria dasychlamys
- Uvaria decaryana
- Uvaria decidua
- Uvaria denhardtiana
- Uvaria dinklagei
- Uvaria diplocampta
- Uvaria doeringii
- Uvaria dulcis
- Uvaria edulis
- Uvaria elliptifolia
- Uvaria eucincta
- Uvaria excelsa
- Uvaria farquharii
- Uvaria faulknerae
- Uvaria ferruginea
- Uvaria flexuosa
- Uvaria foetida
- Uvaria forbesii
- Uvaria furfuracea
- Uvaria gabonensis
- Uvaria glabra
- Uvaria glabrata
- Uvaria goloensis
- Uvaria gracilipes
- Uvaria grandiflora
- Uvaria griffithii
- Uvaria hahnii
- Uvaria hamata
- Uvaria hamiltonii
- Uvaria hasselti
- Uvaria heterocarpa
- Uvaria heteroclita
- Uvaria heterotricha
- Uvaria heyneana
- Uvaria hirsuta
- Uvaria hispidocostata
- Uvaria holtzei
- Uvaria hookeri
- Uvaria humbertii
- Uvaria japonica
- Uvaria javana
- Uvaria johannis
- Uvaria kirkii
- Uvaria klaineana
- Uvaria klainei
- Uvaria kurzii
- Uvaria kweichowensis
- Uvaria lamponga
- Uvaria lanceolata
- Uvaria lancifolia
- Uvaria lanuginosa
- Uvaria larep
- Uvaria lastoursvillensis
- Uvaria laurentii
- Uvaria lauterbachiana
- Uvaria leandrii
- Uvaria leichhardtii
- Uvaria lemurica
- Uvaria leopoldvillensis
- Uvaria leptocladon
- Uvaria leptopoda
- Uvaria littoralis
- Uvaria lobbiana
- Uvaria longipes
- Uvaria lucida
- Uvaria lungonyana
- Uvaria macgregorii
- Uvaria macrantha
- Uvaria macropoda
- Uvaria manjensis
- Uvaria marenteria
- Uvaria mendesii
- Uvaria micrantha
- Uvaria mocoli
- Uvaria mollis
- Uvaria monticola
- Uvaria muricata
- Uvaria narum
- Uvaria neoguineensis
- Uvaria ngounyensis
- Uvaria nitida
- Uvaria obanensis
- Uvaria oligocarpa
- Uvaria osmantha
- Uvaria ovata
- Uvaria panayensis
- Uvaria pandensis
- Uvaria papuasica
- Uvaria pauciovulata
- Uvaria peninsula
- Uvaria pierrei
- Uvaria poggei
- Uvaria psorosperma
- Uvaria puguensis
- Uvaria pulchra
- Uvaria relambo
- Uvaria rivularis
- Uvaria rosenbergiana
- Uvaria rufa
- Uvaria rufescens
- Uvaria rupestris
- Uvaria saboureaui
- Uvaria sambiranensis
- Uvaria sankowskyi
- Uvaria sassandrensis
- Uvaria scabra
- Uvaria scabrida
- Uvaria scabridula
- Uvaria schefferi
- Uvaria scheffleri
- Uvaria schizocalyx
- Uvaria schweinfurthii
- Uvaria scortechinii
- Uvaria semecarpifolia
- Uvaria siamensis
- Uvaria smithii
- Uvaria sofa
- Uvaria solanifolia
- Uvaria sphenocarpa
- Uvaria stellata
- Uvaria synsepala
- Uvaria tanzaniae
- Uvaria thomasii
- Uvaria timoriensis
- Uvaria tonkinensis
- Uvaria topazensis
- Uvaria tortilis
- Uvaria uhrii
- Uvaria unguiculata
- Uvaria utteridgei
- Uvaria vareigneana
- Uvaria welwitschii
- Uvaria verrucosa
- Uvaria versicolor
- Uvaria vietnamensis
- Uvaria wrayi
- Uvaria yunnanensis
- Uvaria zeylanica
- Uvaria zippeliana
- Uvaria zschokkei